# Ruben Ramolefi
Ruben Ramolefi, född den 17 juli 1978, är en sydafrikansk friidrottare som tävlar i hinderlöpning.
Ramolefi deltog vid Olympiska sommarspelen 2004 i Aten men blev där utslagen i försöken på 3 000 meter hinder. Vid Samväldesspelen 2006 var han i final och slutade sjua. Han blev även bronsmedaljör vid Afrikanska mästerskapen i friidrott 2006.
Vid Olympiska sommarspelen 2008 tog han sig till final och slutade där på fjortonde plats.

## Personliga rekord
- 3 000 meter hinder - 8.16,04